# Kostelec (district de Jičín)
Pour les articles homonymes, voir Kostelec.
Kostelec (en allemand : Kosteletz) est une commune du district de Jičín, dans la région de Hradec Králové, en République tchèque. Sa population s'élevait à 38 habitants en 2022.

## Géographie
Kostelec se trouve à 7 km au sud-sud-ouest du centre de Jičín, à 41 km au nord-ouest de Hradec Králové et à 72 km au nord-est de Prague.
La commune est limitée par Veliš au nord, par Staré Místo au nord-est, par Jičíněves à l'est et au sud, et par Chyjice à l'ouest.

## Histoire
La première mention écrite de la localité date de 1320.

## Transports
Par la route, Kostelec se trouve à 8 km de Jičín, à 51 km de Hradec Králové et à 94 km de Prague. 